# 鶏頂山
鶏頂山（けいちょうざん）は栃木県日光市にある標高1,765mの火山。山体は日光国立公園に属す。日本三百名山のひとつである高原山を構成する。

## 特徴
鶏頂山は高原山釈迦ヶ岳火山群の一峰で、標高は1,765m、山頂は栃木県日光市にある。山頂には鶏頂山神社があり、古くより信仰が盛んであった。西の山腹には枯木沼があり湿原を形成するほか、北西山腹には大沼、弁天沼といった沼が点在する。東南面は釈迦ヶ岳火山群の御岳、釈迦ヶ岳、中岳、西平岳に連なり、南西麓にはエーデルワイス スキーリゾート、鶏頂山スキー場、メイプルヒルスキー場のゲレンデが広がるが、後者2スキー場は現在閉鎖されている。昭和47年の旧日塩有料道路（日塩もみじライン、栃木県道19号藤原塩原線）開通以来、秋は紅葉を楽しむ観光客、冬はスキー場を訪れるスキー客で賑わう。日塩有料道路の下付近にはかつて会津西街道高原新田宿が所在し、現在は太平洋戦争後の引揚者が入植し開拓した鶏頂開拓の開拓地となっている。

## 山名
鶏頂山は金鶏伝説（きんけいでんせつ）に由来する名称と云われる。金鶏伝説とは、長者の持ち物である黄金の鶏にまつわる伝承である。金鶏を有すると長者となるが、その没落後は金鶏も野に帰り自然に潜むためなかなか見出せない。かつてこの地で金の鶏が飛来して山で休養したため鶏岳と呼ばれ山頂には社が築かれた。その後金の鶏は飛び立って今度は山頂で休息したためこの山を金鶏山（きんけいざん）その後、鶏頂山（けいちょうざん）と呼ぶようになった、と云われている。
ほか、山容が鶏の頭頂部のトサカのように見えることから鶏頂山と名付けられたという説もある。

## 自然
鶏頂山の北西麓には小さな沼や湿原が点在する。標高約1,390mの地点には池塘である枯木沼（かれきぬま）があって、モウセンゴケなど湿原の植生も見られる。また、標高約1,517mの地点には弁天沼（べんてんぬま）があって、周辺にはレンゲツツジの群落がありシーズンには一面が花の色で賑わう。山麓にはカラマツ林が見られる。冬場の積雪は雪の多い北西側でも30cmから60cm程度で雪質が低湿で軽くスキーに非常に適したものとなっている。このため鶏頂山北西麓にはエーデルワイス スキーリゾートのほか過去に最大3つのスキー場があり、この雪質を求めて多くのスキー客で賑わった。

## 登山
鶏頂山への登山は、主に日塩もみじライン沿いにあって広い駐車場を備える大鳥居の登山口から枯木沼付近を経て大沼、弁天沼を通り頂上に至るルートが一般的である。西口登山口にも駐車場があり、赤鳥居をくぐって鶏頂山へ進むルートもある。両道は途中で合流する。いずれかのルートを辿って弁天沼へ至ると、古鳥居や石祠、鐘、修験僧の石像などがあって信仰の山の雰囲気を醸している。さらに登ると釈迦ヶ岳火山の爆裂火口跡につきあたり、これを周回しながら登り詰めて頂上に至る。山頂には鶏頂山神社のほか放送電波中継設備があり眺望がよく、日光連山や南麓に広がる関東平野が見える。

## 鶏頂開拓
鶏頂開拓（けいちょうかいたく）は、太平洋戦争の後に引揚者によって開拓された開拓地のひとつ。栃木県日光市高原の標高約1,200mの高地にある。当地は旧会津西街道高原新田宿で、廃村の後は一時廃たれていた。太平洋戦争終結後に満州からの引き上げ者等が入植し開拓が進められた。近年は放棄農地も散見されるが、かつてはウシの放牧やイチゴの育苗などが盛んに行われていた。現在はダイコンやホウレンソウなどの高原野菜が生産されている。

## 鶏頂山神社
鶏頂山神社（けいちょうざんじんじゃ）は、神亀3年（726年）創建と伝わる道祖猿田彦命を祭祀する社である。山麓である日光市川治温泉高原には里宮が、また鶏頂山山頂には奥宮（本宮）がある。うち奥宮（本宮）には大僧正良寛の高弟である大僧正良縁が日光山の繁栄安定を祈願して登拝した折に建立したと伝わる石製祠があるほか、平成9年に鶏頂山社殿造営奉誌会により社殿が造営されている。平成9年の平成の大造営の折には西口登山口に鳥居も建立されている。里宮は文久3年（1863年）に新栃久保街道の開削により閉鎖となった高原新田宿の村人が新街道沿いの川治温泉に移住した際に鶏頂山神社を勧請して建立したものであるが、もともとそこにあった高原山神社の上に御嶽教が勝手に建てた神社でもあり、鶏頂山が高原山の主峰と言うのもそこら辺の勝手な主張とされている。

## 高原新田宿
高原新田宿（たかはらしんでんしゅく）は、江戸時代に現在の栃木県日光市高原（鶏頂開拓、鶏頂高原）にあった会津西街道の宿場町である。文久3年（1863年）に会津西街道に代わり新栃久保街道が開通し、宿場自体が成立しなくなって廃村となった。宿場で生計を立てていた人々は新街道沿いの現在の川治温泉付近、男鹿川左岸に移住し、この時移住地を高原とした。現在、当時の高原問屋跡や、村人が移住する際に「文久3年下ル」と記したと伝わる「磁石石」が有形文化財として登録されている。

## 参考資料
1. 1 2 3 4  JLogos 関東地方＞栃木県＞鶏頂山
2. 1 2 3  山と高原地図12「那須・塩原 1:50,000」2011年版（昭文社）
3. 1 2  鶏頂山神社 造営奉賛会 資料「奉誌記」
4. ↑  茨城県畜産センター「鶏雑記」（生井和夫著）